# 万物の理論
万物の理論（ばんぶつのりろん、英: Theory of Everything; ToE）とは、自然界に存在する4つの力、すなわち電磁相互作用・弱い相互作用・強い相互作用・重力を統一的に記述する理論（統一場理論）の試みである。
四つの力の中、電磁気力と弱い力はワインバーグ・サラム理論（電弱理論）によって電弱力という形に統一されている。電弱相互作用と強い力を統一的に記述する理論は大統一理論（英: Great Unification Theory; GUT）と呼ばれ、現在も研究が進められている。最終的には重力も含めた全ての力を統一的に記述する理論が考えられ、これを万物の理論または超大統一理論（英: Super Unification Theory; SUT）という。
| 宇宙のあらゆる物理的事象を首尾一貫かつ完全な形で説明できる理論的枠組みは存在するか。 |

## 万物の理論の候補
現在、全ての力を統一した理論、すなわち「万物の理論」となりうる可能性を秘めている理論として超弦理論がある。具体的な超弦理論として、5種類のモデルが数学的に可能であることが知られている。そして5つのモデルを11次元時空の理論である「M理論」なるもので統一しようという試みが、プリンストン高等研究所で研究中のエドワード・ウィッテンを初めとする、世界中の理論物理学者たちでなされている。M理論の場合、素粒子はひもではなく二次元の膜として扱われる。
この理論が完成すれば、素粒子のあらゆる性質が説明できるばかりか、宇宙（=時間と空間）が誕生し、消滅する様子さえも理解できる、究極の物理理論になると期待されている。

## 万物の理論に関する未解決問題と課題

### 現在ある加速器の出力
万物の理論を作るには、加速器でプランクエネルギーを生み出し、超弦理論を検証する必要がある。しかし、世界で最も出力の高い 大型ハドロン衝突型加速器（LHC）でさえ、プランクエネルギーの約千兆分の一のエネルギーしか生み出すことができない。

### 超対称性粒子の発見
現在までのところ、超対称性粒子の発見には至っていない。発見に至っていない理由として、超対称性粒子が通常の粒子と比べて非常に重く、加速器での生成が難しいからだとされている。LHCならば、超対称性粒子の発見が可能だと期待されている。